# Titus Statilius Taurus (Konsul 11)
Titus Statilius Taurus war ein römischer Politiker und Senator.
Taurus’ Großvater war Titus Statilius Taurus, der zweimal, 37 und 26 v. Chr., Konsul gewesen war. Seine Beamtenlaufbahn ist unbekannt, nur das ordentliche Konsulat im Jahr 11 ist überliefert. Taurus war mit Valeria Messalina verheiratet, der Tochter des Marcus Valerius Messalla Corvinus. Seine Söhne waren Titus Statilius Taurus, Konsul im Jahr 44, und Titus Statilius Taurus Corvinus, Konsul 45.